# کنارنگ
کُنارَنگ یا کَنارنگ واژه‌ای است پهلوی و لقب مرزبانان ابرشهر و شهر مرکزی آن نیشابور در روزگار ساسانیان بوده‌است. اگرچه به گونهٔ گسترده‌تر به فرمانروای هر سرزمین دیگری هم گفته شده‌است. کنارنگ یک منصب نظامی نیز شمرده می‌شده که در برخی خاندان‌ها کنارنگی موروثی بوده‌است.

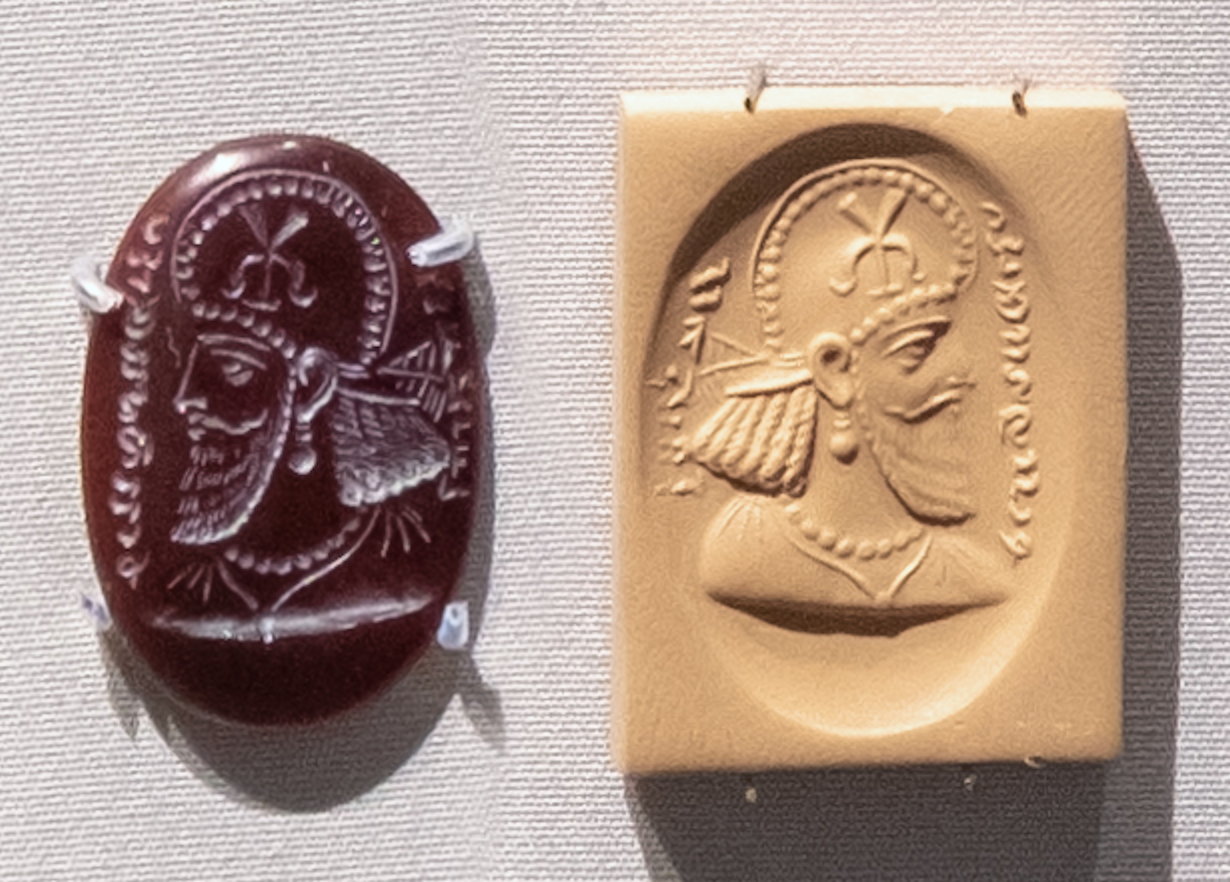
مهری از دوره ساسانی (پنجم میلاد) که در آن به پارسی میانی نام Perozhormizd پسر کنارنگ ابرشهر (نیشابور) حکاکی شده. این مهر در موزه بریتانیا نگهداری می‌شود.

این واژه در زبان سریانی به ریخت قـَنارَق آمده‌است.
به عنوان نمونه‌ای تاریخی از کاربرد این واژه به سرگردانی یزدگرد سوم در جستجوی سپاه برای جنگ با عرب‌ها باید اشاره کرد که در آن زمان کنارنگ طوس از پذیرفتن شاهنشاه ایران خودداری ورزید. این کنارنگ همان است که ابومنصور معمری نویسندهٔ مقدمهٔ شاهنامهٔ ابومنصوری نسب خود را به او می‌رساند در مقدمهٔ شاهنامهٔ ابومنصوری از کنارنگ به تفصیل سخن رفته‌است. از جمله آمده‌است که «کنارنگ پسر سرهنگ پرویز بود و به کارهای بزرگ او رفتی.» از کارهای کنارنگ که در مقدمهٔ شاهنامهٔ ابومنصوری برشمرده شده‌است موارد زیر را یاد می‌توان کرد:
- درآویختن با قیصر روم در جنگ خسرو پرویز با رومیان و گرفتن قیصر و آوردن وی پیش شاه.
- نبرد با ساوه شاه ترک بر در هری (=هرات) و افکندن وی با نیزه.

در مقدمهٔ شاهنامهٔ ابومنصوری چنین آمده‌است که خسرو پرویز به سبب کامیابی کنارنگ در جنگ هری، فرمانداری نیشابور را به وی داد؛ و فرمانداری طوس خود پیش‌تر به وی داده شده بود.
پیوند=|بندانگشتی